# Appainahalli, Kudligi
Appainahalli là một làng thuộc tehsil Kudligi, huyện Bellary, bang Karnataka, Ấn Độ.